# Ansonia latidisca
Ansonia latidisca es una especie de anfibio de la familia Bufonidae, nativa de Indonesia y Malasia.
Su hábitat natural incluye bosques tropicales o subtropicales secos y a baja altitud y ríos.
Está amenazada de extinción por la pérdida de su hábitat natural. Fue redescubierta en el 2011 después de no ser vista desde 1924.

## Apariencia
Los tres especímenes conocidos como A. latidisca son pequeños, variando entre los 30 y 50 mm de longitud. Tienen unas extremidades delgadas y largas y una piel dorsal de color rojo, púrpura y verde brillante. Estas manchas de colores no son planas, comparándose con berrugas. El experto en anfibios Robin Moore contó a National Geographic que esa piel en un sapo indica la presencia de glándulas venenosas.
El herpetólogo Indraneil Das, líder del equipo del 2011 que redescubrió el sapo, dijo que su coloración se parecía al musgo y que podría ser una adaptación para camuflarse en el musgo de los árboles de su hábitat.

## Estado de conservación y redescubrimiento
Ansonia latidisca fue mencionada por Conservation International como una de las 10 ranas más buscadas en su búsqueda global de anfibios perdidos en el 2010. No se había visto desde 1924. Hasta su reciente redescubrimiento, los científicos solo tenían dibujos de especímenes recogidos por exploradores en la década de 1920.
En julio de 2011, científicos de la Universidad de Malasia Sarawak, liderados por el Dr. Indraneil Das, encontraron y fotografiaron tres especímenes en las ramas altas de un árbol después de meses de expediciones nocturnas en el Gunung Penrissen del Sarawak Oeste. De acuerdo con Moore, el equipo organizó su búsqueda basado en lo que se sabía de especies similares, buscando por la noche junto a los ríos a un sapo que podría ser encontrado escalando árboles. El Dr. Das dijo que eran las técnicas de búsquedas estándar para buscar anfibios en la selva, añadiendo que eso supone peligros y molestias como fuertes lluvias, sanguijuelas y cazadores furtivos.
Los científicos no quisieron hacer pública la información sobre la localización exacta del sapo, citando su preocupación por la caza furtiva y el tráfico internacional de mascotas.